# Luka Pirija

## Vanjske poveznice
- Vanjska poveznica